# Jana Posnerová
Jana Posnerová (9. ledna 1945, Nitra, Slovensko) je bývalá slovenská sportovní gymnastka, reprezentantka Československa a držitelka stříbrné medaile v soutěži družstev žen z LOH 1964 a LOH 1968.